# Битва на реке Сан-Хуан-де-Никарагуа
Битва на реке Сан-Хуан-де-Никарагуа — сражение в июле-августе 1762 года в рамках Англо-испанской войны 1761—1763 годов между британскими и испанскими войсками. Битва произошла в ходе экспедиции, направленной британским губернатором и командующим войсками Ямайки Уильямом Литтлтоном в Никарагуа с целью захвата города Гранада.

## Предыстория
Поскольку британцы рассчитывали найти потенциальный путь между Атлантическим и Тихим океанами и расширить свою колониальную империю за счет Центральной Америки, в XVIII веке главной мишенью их атак стала Никарагуа. Для обеспечения своих экономических интересов Великобритания подписала 16 марта 1740 года Договор о дружбе и союзе с королём государства Мискито. По условиям договора земли мискито стали протекторатом британцев, а те в свою очередь обязались поставлять современное оружие для армии мискито.
Между 1739 и 1748 годами Великобритания и Испанская империя находились в состоянии войны из-за ряда торговых споров. Большинство из этих споров были более или менее урегулированы подписанием Договора в Экс-ла-Шапель в 1748 году и Мадридского договор 1750 года.
Когда в Европе в 1756 году разразилась Семилетняя война, Испания изначально решила не присоединиться ни к одной из двух воюющих сторон. Однако по мере развития войны испанское правительство приходило в беспокойство из-за ослабления Франции и возможного установления британского господства в Европе. 15 августа 1761 года король Испании Карл III и Людовик XV подписали Третий Семейный пакт. Этот договор закреплял альянс Франции и Испании против британцев. Основными задачами Испании стали захват британских Гибралтара и Ямайки.
Британия первой объявила войну Испании 4 января 1762 года, а 18 января 1762 года Испания провозгласила объявление войны Англии. Британцы быстро захватили Кубу и Филиппины в начале 1762 года, и Уильям Литтлтон, британский губернатор и командующий войсками Ямайки, предложил военно-морскую экспедицию в Никарагуа. Её целью было проплыть вверх по реке Сан-Хуан в озеро Никарагуа и захватить город Гранада, что разделило бы испанские владения в Америке пополам, а также обеспечило бы потенциальный доступ к Тихому океану. Первый и главным препятствием на пути к успеху был форт Непорочного Зачатия.
Конфликт начался в июне 1762 года во время правления временного губернатора Никарагуа Мелькора Видаля де Лорка-и-Виллены. Подстрекаемая британцами группа разбойников мискито напала на плантации какао в долине Матина. В следующем месяце они совершили налет на несколько незащищенных поселений в Никарагуа, в том числе на Хинотегу, Акойапу, Ловигуиску, Сан-Педро-де-Ловаго, а также захватили некоторые количество испанских пленных. Многие из захваченных были проданы в рабство британскими купцами и транспортированы на Ямайку.
Объединенные британские и мискитские экспедиционные силы в июле направились к форту Непорочного Зачатия на реке Сан-Хуан. Они состояли из двух тысяч бойцов и более полусотни лодок, в то время как гарнизон форта составлял около ста человек. Что ещё хуже, захватчики угрожали региону в то время, когда комендант крепости, дон Хосе де Эррера-и-Сотомайор, был смертельно болен. Пока он лежал на смертном одре, его дочь Рафаэла дала торжественную клятву отцу, что она будет защищать крепость ценой своей жизни, если это будет необходимо. Эррера умер между 15 и 17 июля, и лейтенант дон Хуан де Агилар-и-Санта-Крус принял на себя временное командование гарнизоном.

## Сражение
Экспедиционные силы прибыли к форту 26 июля 1762 года. В 4:00 утра часовой услышал пушечный огонь с востока, в направлении наблюдательного поста, который был расположен на стыке рек Бартола и Сан-Хуан. Вскоре после этого оккупанты захватили наблюдательный пост и его защитников. Командир британцев узнал от пленных, что крепость была в беспорядке в связи с недавней смертью командира. Через несколько часов британский командующий Ситэл отправил посланника с требованием безоговорочной капитуляции крепости в обмен на избежание дальнейших военных действий. Заместитель командира гарнизона уже собирался удовлетворить это требование, когда вмешалась 19-летняя дочь покойного комендандта Рафаэла Эррера. Она упрекнула солдат в трусости: «Вы забыли о воинской чести! Собираетесь ли вы позволить врагу захватить эту крепость, которая является гарантией защиты провинции Никарагуа и ваших семей?!» Воодушевленные солдаты гарнизона решительно выступили против капитуляции форта. Рафаэла приказала заблокировать ворота крепости и разместила часовых.
В ответ на отказ в удовлетворении своих требований полковник Ситэл сформировал стрелковую линию, полагая, что этого будет достаточно, чтобы достичь капитуляции форта. Рафаэла, обученная обращению с оружием, выстрелила из одной из пушек и убила британского офицера. Взбешенный смертью британского офицера, Ситэл приказал поднять знамёна и начать атаку на крепость, которая затянулась на всю ночь. Гарнизон, подпитываемый энтузиазмом Рафаэлы, оказал яростное сопротивление, которое принесло большие потери британцам. С наступлением темноты Рафаэла Эррера приказала войскам бросить несколько листов, смоченных спиртом, в реку на плавающих ветвях и поджечь их. Эти действия вынудили британцев отказаться от запланированной атаки с воды и отступить на оборонительные позиции. На следующий день британцы осадили крепость, но с небольшим прогрессом.
Вдохновленный энергией Рафаэлы, лейтенант Хуан де Агилар возглавил оборону форта, продолжавшуюся шесть дней. Испанцам удалось отстоять стратегическую позицию, и англичане были вынуждены снять осаду 3 августа. Они отошли к устью реки Сан-Хуан, откуда в скором времени были эвакуированы в Карибское море.

## Последствия
К счастью защитников крепости, Испания и Великобритания 3 ноября 1762 года начали мирные переговоры в Фонтенбло, которые завершились Парижским договором 10 февраля 1763 года. Куба и Манила, захваченные британцами, были возвращены Испании, а испанцы уступили британцам Флориду.
После вступления Испании вошла в Американскую войну в 1779 году генерал-майор Джон Даллинг, британский губернатор и командующий войсками Ямайки, предложил вторую военно-морскую экспедицию в Никарагуа. Во время этой экспедиции, которая состоялась в 1780 году и позже стала известна как экспедиция полковника Джона Полсона и капитана Горацио Нельсона, была проведена атака на форт. [15] В то время испанский гарнизон состоял из 228 человек под командой Хуана де Айсса (впоследствии — губернатора Никарагуа). Экспедиционный корпус смог захватить крепость 29 апреля 1780 года, несмотря на то, что он состоял только из 200 солдат. 22-летний Нельсон отвечал за проход солдат через джунгли и нападение на крепость с холма в тылу. Англичане занимали форт в течение девяти месяцев, оставив его в январе 1781 года.